# Flugunfall der Airtex Aviation 2008
Der Flugunfall der Airtex Aviation 2008 ereignete sich am 9. April 2008. An diesem Tag verlor der Pilot einer Frachtmaschine des Typs Fairchild Swearingen SA227-AC Metro III der Airtex Aviation, mit der ein Postfrachtflug von Sydney nach Brisbane durchgeführt wurde, wenige Minuten nach dem Start die Kontrolle über die Maschine. Bei dem Zwischenfall wurde der Pilot, der als einziges Besatzungsmitglied an Bord war, getötet und die Maschine zerstört.

## Maschine
Das Flugzeug war eine 1984 gebaute Fairchild Swearingen SA227-AC Metro III mit der Werknummer AC-600. Die Maschine wurde im Januar 1985 mit dem Luftfahrzeugkennzeichen N3117A an die Sun Aire Airlines ausgeliefert, ab dem 27. Oktober 1985 gehörte sie zur Flotte der SkyWest Airlines. Am 15. Dezember 1997 übernahm die australische Horizon Airlines die Maschine und ließ diese mit dem Luftfahrzeugkennzeichen VH-IAW wieder zu. Ab dem 1. Mai 2007 gehörte die Maschine zur Avtex Air Services und erhielt in diesem Zuge ihr letztes Kennzeichen VH-OZA. Das zweimotorige Regionalverkehrsflugzeug war mit zwei Turboproptriebwerken des Typs Garrett TPE331-11U-611G ausgestattet.
Bis zum Zeitpunkt des Unfalls hatte die Maschine eine Gesamtbetriebsleistung von 32.339 Betriebsstunden absolviert, auf die 46.710 Starts und Landungen (=Flugzyklen) entfielen.

## Pilot
Es befand sich nur ein einziger Pilot an Bord der Maschine. Der Pilot war seit 2005 bei der Fluggesellschaft angestellt und verfügte unter anderem über Musterberechtigungen für die Flugzeugtypen Piper PA-31, Piper PA-60, Cessna 310, Cessna 340, Cessna 402 und Cessna 421. Von seinen 4.873 Stunden Flugerfahrung hatte er 175 Stunden im Cockpit der Swearingen Metro absolviert.

## Unfallhergang
Nach einem Startlauf von der Startbahn 16R des Flughafens Sydney-Kingsford Smith hob die Maschine um 23:23 Uhr ab. Unmittelbar nach dem Abheben wurde der Pilot angewiesen, auf die Frequenz des Abfluglotsen zu wechseln. Der Lotse teilte dem Piloten mit, dass er die Maschine auf seinem Radar gesichtet habe und erteilte die Anweisung, eine Linkskurve auf einen Kurs von 090 Grad zu fliegen. Der Pilot bestätigte den Erhalt des Funkspruches, jedoch wiesen die Radardaten aus, dass mit der Maschine unmittelbar darauf entgegen der Anweisung eine Rechtskurve in Richtung Südwesten geflogen wurde. Um 23:25:54 Uhr wies der Fluglotse den Piloten erneut darauf hin, dass er eigentlich eine Linkskurve fliegen sollte. Der Pilot bestätigte dies um 23:25:59 Uhr und fügte hinzu, dass er ein kleines technisches Problem habe. Die Radardaten der drauf folgenden 70 Sekunden wiesen aus, dass mit der Maschine zunächst eine Linkskurve zu Ende geflogen wurde, woraufhin eine Rechtskurve folgte. Anschließend verschwand die Maschine vom Radar und stürzte ins Meer.

## Ursache
Nach dem Unfall übernahm das Australian Transport Safety Bureau die Ermittlungen zur Unfallursache. Nach einer mehrwöchigen Suche konnte am 12. Mai 2008 ein größeres Trümmerfeld lokalisiert werden. Die Trümmer waren in einem Bereich mit einer Länge von 1.200 Metern und eine Breite von 400 Metern verstreut.
Die Ermittler hielten es für sehr wahrscheinlich, dass aufgrund eines Defekts an der Hauptstromschiene die Wechselstromanlage der Maschine während des Fluges ohne Strom gewesen war. Dies hätte zur Folge gehabt, dass weder der künstliche Horizont noch der Autopilot funktionierte.